# 妹尾左知丸
妹尾 左知丸（せのお さちまる、1915年3月10日 - 2007年6月22日）は、日本の病理学者。

## 来歴
岡山県岡山市に生まれる。第三高等学校を経て1940年に京都帝国大学医学部を卒業した。直後より同病理学教室の助手となるが、1941年より1945年まで従軍のため大学を離れ、戦後に復帰。1947年に三重県立医学専門学校（現・三重大学医学部）の病理学教室主任教授となる。1955年に岡山大学医学部の病理学教室へ移る。同年、森永ヒ素ミルク中毒事件の原因を突き止め、岡山県を通じて当時の厚生省（現・厚生労働省）に報告した。岡山大学においては顕微分光測光による血液細胞の分化や血球系幹細胞の研究、鉄の代謝吸収に関する細胞生物学的研究をすすめた。
学外では、1964年に設立された日本細胞生物学会（旧・細胞化学シンポジュウム）の初代会長に就任。1974年に日本組織細胞生物学会会長となり、1975年からは英文の季刊誌となった学会誌 "Cell Structure and Function" の初代編集長を1978年まで担った。このほか、1977年に日本病理学会会長、1978年に日本血液学会会長に就任し、国際組織では国際細胞生物学連合副会長（1972年 - 1980年）を務めた。
1980年に岡山大学を退職して名誉教授を贈られ、重井医学研究所の所長に就任した。1991年に同研究所の名誉所長となる。
2007年6月22日、慢性骨髄性白血病のため死去。

## 著作

### 単著
- 『哺乳動物の初期発生―基礎理論と実験法』理工学社、1981年 ISBN 978-4844509196
- 『老化の医科学』医薬ジャーナル社、1999年 ISBN 978-4753217816
- 『新しい病理学の世界: 細胞病理学から分子病理学へ』大学教育出版、2004年 ISBN 978-4887305830
- 『血管マッサージ 病気にならない老化を防ぐ』ベストセラーズ、2006年 ISBN 978-4584189238

### 共編著
- 『新細胞学』（高木康敬との共編著）朝倉書店、1965年 BN01541409
- 『血液幹細胞 その動態と分化』（編著）福武書店、1982年 ISBN 978-4828810539

### 共訳
- パッカー 『細胞生理学実験』（内海耕慥との共訳）朝倉書店、1973年、 B000JA2AWW